# Roodhouse
Roodhouse és una població dels Estats Units a l'estat d'Illinois. Segons el cens del 2000 tenia 2.214 habitants.

## Demografia
Segons el cens del 2000, Roodhouse tenia 2.214 habitants, 829 habitatges, i 562 famílies. La densitat de població era de 756,5 habitants/km².
Dels 829 habitatges en un 33,8% hi vivien nens de menys de 18 anys, en un 47,9% hi vivien parelles casades, en un 12,9% dones solteres, i en un 32,1% no eren unitats familiars. En el 27,5% dels habitatges hi vivien persones soles el 14% de les quals corresponia a persones de 65 anys o més que vivien soles. El nombre mitjà de persones vivint en cada habitatge era de 2,49 i el nombre mitjà de persones que vivien en cada família era de 3,01.
Per edats la població es repartia de la següent manera: un 26,2% tenia menys de 18 anys, un 14,5% entre 18 i 24, un 26,5% entre 25 i 44, un 18,7% de 45 a 60 i un 14,1% 65 anys o més.
L'edat mediana era de 32 anys. Per cada 100 dones de 18 o més anys hi havia 107,6 homes.
La renda mediana per habitatge era de 28.109 $ i la renda mediana per família de 33.889 $. Els homes tenien una renda mediana de 27.292 $ mentre que les dones 20.500 $. La renda per capita de la població era de 12.281 $. Aproximadament el 14,2% de les famílies i el 16,8% de la població estaven per davall del llindar de pobresa.

## Poblacions més properes
El següent diagrama mostra les poblacions més properes.